# Поповка (Приморський край)
Поповка (рос. Поповка) — село в Хорольському районі Приморського краю Росії. Входить до складу Хорольського сільського поселення.

## Населення
Чисельність населення за роками:
| 1897 | 2002 | 2010 |
| ---- | ---- | ---- |
| 702  | 1067 | 960  |

За даними перепису населення 2010 року на території села проживало 960 осіб. Частка чоловіків у населенні складала 48,9% або 469 осіб, жінок — 51,1% або 491 особа. Національний склад станом на 2002 рік: росіяни — 82,7% або 882 особи, українці — 12,9% або 138 осіб.